# Универзитет Мајка Тереза у Скопљу
Универзитет Мајка Тереза у Скопљу (алб. Universiteti "Nënë Tereza" në Shkup, мкд. Универзитет „Мајка Тереза“ во Скопје) је државни универзитет у Скопљу. Настава се одвија на албанском, македонском и енглеском језику. Назив носи по Мајци Терези. Основан је 2016. и најмлађи је државни универзитет у Северној Македонији.

## Организација
Састоји се од следећих факултета:
- Факултет за грађевинарство и архитектуру
- Факултет за информатичке науке
- Факултет за техничке науке
- Факултет за друштвене науке
- Факултет за технолошке науке
- Факултет за хуманистичке науке
- Економски факултет
- Правни факултет